# 粵語片台
粵語片台（英語：Classic Movies）是香港電視廣播有限公司旗下一條電影頻道。
本頻道以播放1950-70年代的粵語片為主，TVB粵語片台亦是現時香港唯一一條播放該時期香港電影的電視頻道。

## 歷史與發展
2015年4月4日早上6時30分，「TVB粵語片台」於無綫網絡電視正式開播，透過無綫網絡電視使用第2頻道，以及now TV「無綫網絡電視特選組合」第817頻道播放。
2015年12月29日起，本頻道於節目宣傳片中被旁白簡稱為「粵語片台」，但頻道統稱：「TVB粵語片台」依舊不變。
2016年5月1日，粵語片台正式登陸馬來西亞Astro和加盟翡翠娛樂配套，是粵語片台首次在海外落地，其後粵語片台與TVB Anywhere覆蓋在加拿大、澳洲、英國、歐洲、澳門和新西蘭的地區。
2017年4月1日起，因應無綫網絡電視交還收費電視牌照，包括本頻道在內的所有收費頻道台徽都有改動，原無綫收費電視圓形三色Logo被改為TVB商標。
2019年1月16日起，包括本頻道在內的所有TVB收費頻道台徽都被取消，畫面右上的原有台徽被改為myTV SUPER商標，廣告時段節目預告和呼號畫面更全被取消。
2020年4月5日起，粵語片台與馬來西亞Astro（328频道）终止授权與停播，目前粵語片台只限港澳 （香港透過myTV SUPER，澳門透過TVB Anywhere+）和個別地區（加拿大，英國/歐洲，澳洲/紐西兰）播出。

## 播放模式
粵語片台是24小時不間斷播放香港經典電影的頻道，坐擁50-70年代龐大片庫，包括大鑼大鼓戲曲，感人肺腑倫理片，青春歌舞愛情片，神怪武俠片等等。由數十位殿堂級紅伶紅星，陪伴觀眾穿越時光隧道，回顧昔日眾生相，見證往日回忆。在播放電影的同時，亦會播放購入的亞洲電視劇集。

## 外部連結
- 官方網站EPG （页面存档备份，存于）（繁體中文）